# Kloster Moosburg

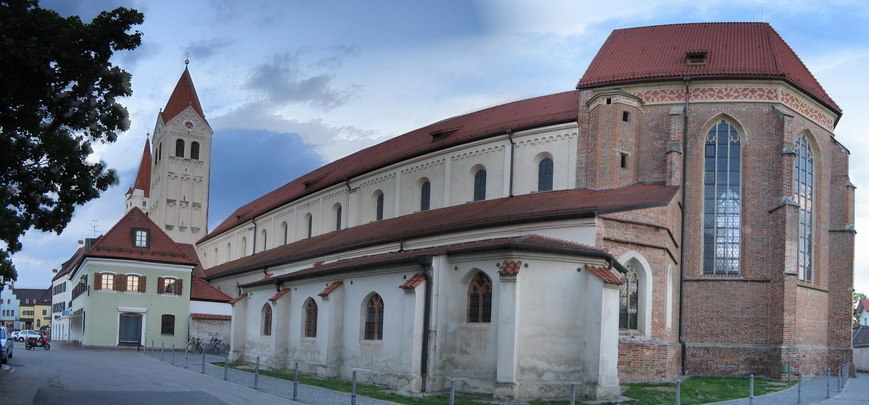
Das Kastulusmünster in Moosburg

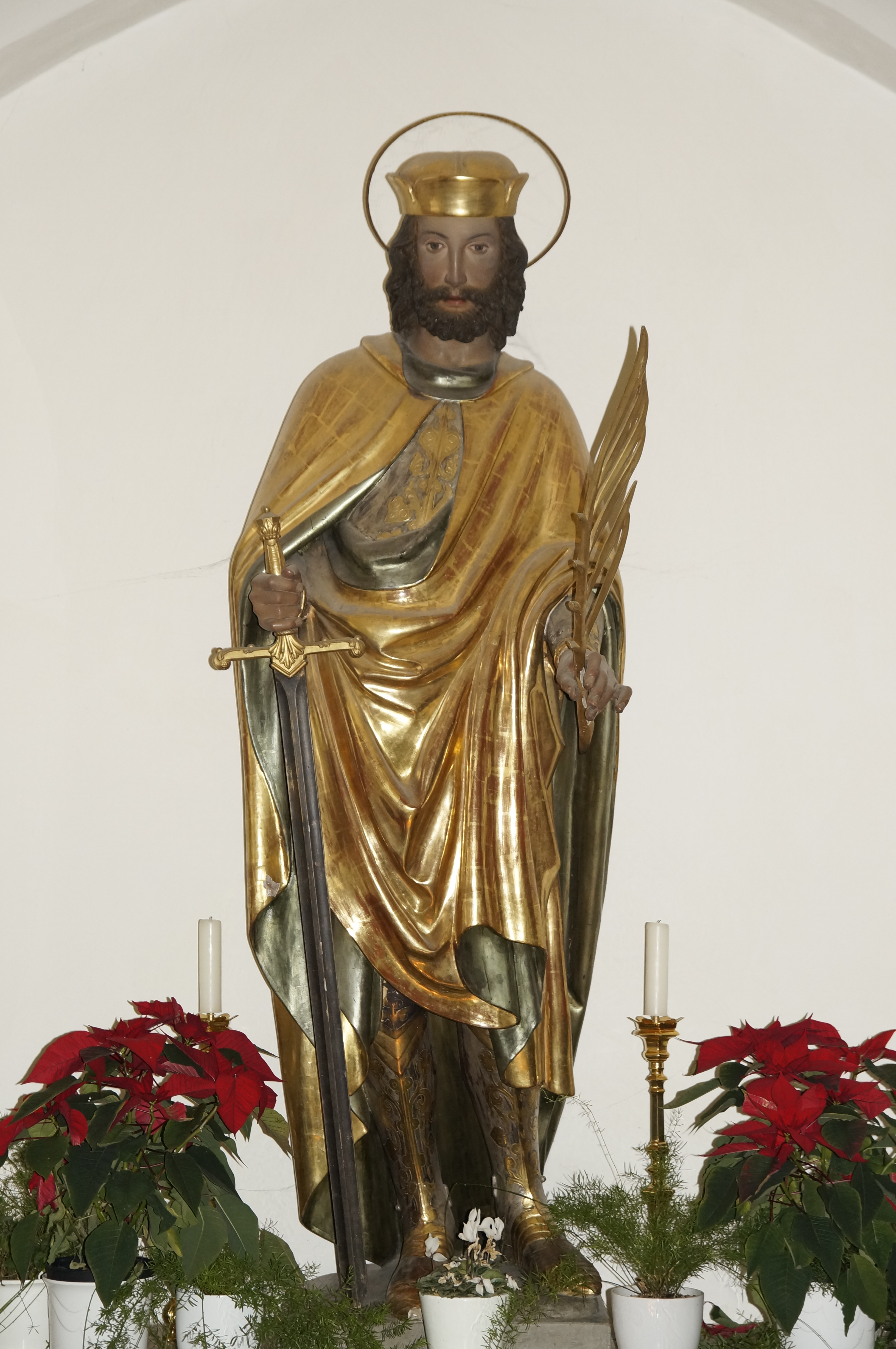
Statue des heiligen Kastulus an seinem früheren Standort in der Ursulakapelle

Das Kloster Moosburg, auch Kloster oder Stift St. Castulus ist ein im 8. Jahrhundert gegründetes ehemaliges Kloster der Benediktiner und späteres Kollegiatstift (bis 1598) in Moosburg an der Isar in Bayern in der heutigen Erzdiözese München und Freising. Von 1699 bis 1802 bestand dann noch ein Kapuzinerkloster an diesem Ort.

## Geschichte
Das der Heiligen Maria und St. Castalus geweihte Benediktinerkloster wurde vermutlich durch Mitglieder einer einheimischen Adelsfamilie (Agilolfinger, Fagana oder Huosi) vor dem Jahr 750 gegründet. In der 2. Hälfte des 8. Jahrhunderts, vermutlich zwischen 764 und 772, brachten die Mönche Albin und Rhenobot die Gebeine des heiligen Kastulus von Rom nach Moosburg in das hiesige Kloster, das zuständig war für die Missionierung des Holzlandes und der Hallertau, dem Gebiet der späteren Grafschaft Moosburg. Auch betrieb das Kloster Moosburg eine bedeutende Klosterschule.
Als erster bekannter Abt gilt Reginbert von Moosburg, der um 770 bis in das Jahr 811 bezeugt wird. Im Jahre 829 ist mit Sigimoat von Moosburg letztmals die Existenz eines Abtes in Moosburg belegt.
Nach dem Sturz des bairischen Herzogs Tassilos III. im Jahr 788 dürfte das Kloster in fränkischen Besitz übergegangen sein. Die Witwe des Ostfrankenkönigs Karlmann Liutswind († vor 891) wählte die Abtei Moosburg zu ihrem Witwensitz. 895 gelangte das bisherige Reichskloster durch den bayerischen Herzog und ostfränkischen König Arnulf von Kärnten als Eigenkloster an den Freisinger Bischof Waldo von Freising gab. Seit 908 diente das Kloster als bischöfliches Eigenkloster, damit fiel dem jeweiligen Freisinger Bischof zugleich die Abtwürde zu. Bischof Egilbert von Moosburg 1027 wandelte das Kloster schließlich in ein Kollegiatstift um, die noch vorhandenen Benediktinermönche übersiedelten der Legende nach in das Kloster Weihenstephan.
Seit 1169 übten die Grafen von Moosburg die Vogtei über das wichtige Kollegiatstift aus. Nach deren Aussterben 1281 fiel die Vogtei über das Kollegiatstift 1284 dem Wittelsbacher Heinrich XIII. als Herzog von Niederbayern zu. Das Kollegiatstift Moosburg wurde 1598 auf Veranlassung Herzogs Wilhelm V. nach Landshut (St. Martin) transferiert. Auch der größte Teil der Reliquien des heiligen Kastulus wurde 1604 nach Landshut überführt. Das Kollegiatstift in Landshut wurde 1803 im Zuge der Säkularisation aufgehoben, aber 1937 wiederbelebt.
In das Moosburger Stiftsgebäude zogen 1699 Kapuziner ein und errichteten ein Hospiz, das bis 1802 bestand.

## Das Kastulus-Münster
Von den Gebäuden des Benediktinerklosters ist heute nichts mehr erhalten. Der Freisinger Bischof Albert I. von Harthausen ließ das heutige Kastulus-Münster 1170 neben der älteren St. Johannes-Kirche erbauen. 1207 zerstörte ein Feuer die Burg der Grafen von Moosburg, dabei brannte auch ein Teil des Münsters ab. Daraufhin wurde der Platz um die Kirche eingeebnet („plan gemacht“). Aus dem Wiederaufbau dieser Zeit stammen die heute in wesentlichen Teilen erhaltene, dreischiffige Basilika aus Backstein (Bau III). Beim Abbruch des alten Hochaltars Anfang des 16. Jahrhunderts wurden die Gebeine des heiligen Kastulus wieder aufgefunden, die in den neuen, von Hans Leinberger 1511 bis 1514 gestalteten Altar umgebettet wurden.